# Affaire du M/v Junior
L’affaire du M/v[Quoi ?] Junior, est l'affaire d'un trafic maritime, qui a servi à mettre en avant la place importante que tient l'Afrique de l'Ouest dans le trafic de cocaïne,,.
En février 2008, le navire roulier Junior, battant pavillon panaméen est intercepté, au large des côtes de la Guinée par le navire « Tonnerre » de la Marine nationale française.
À la suite d'une enquête de pavillon, de la découverte et de la récupération de 3,2 tonnes de cocaïne, avec l'accord des autorités du Panama, le Junior est arraisonné et dirigé sur Brest.

## L'arraisonnement
Le 7 février 2008, le bâtiment de projection et de commandement de la marine nationale Tonnerre procédait à l'arraisonnement du cargo Junior battant pavillon panaméen, à 170 milles au sud-ouest de Conakry, après autorisation de contrôle délivrée par les autorités panaméennes en vertu de la convention de Vienne du 20 décembre 1988.
Au moment de cette opération, alors que le navire n'arborait aucun pavillon et cherchait à gagner du temps en ne répondant pas aux injonctions, les militaires de la marine nationale constataient que son équipage larguait à l'eau une armature métallique placée sur un transpalette, entourant un grand nombre de ballots, l'ensemble étant situé sur le pont supérieur à l'arrière du bateau.
La récupération de cette structure flottant entre deux eaux dans le sillage du Junior par des marins du Tonnerre positionnés dans des embarcations légères, permettait de constater qu'elle contenait des ballots de cocaïne. La pesée des produits saisis révélait que le navire transportait à peu près 3,2 tonnes de cocaïne. Il s'agit de la deuxième prise la plus importante de cocaïne réalisée à ce jour par des forces françaises.
Le navire et ses neuf membres d'équipage sont escortés jusqu'au port de Brest où l'équipage et la cargaison sont remis aux autorités judiciaires françaises.

## Le procès
À l'issue du procès, la cour d'assises spéciale d'Ille-et-Vilaine a prononcé en mars 2014, des peines allant jusqu'à 22 ans de réclusion criminelle pour l'armateur grec, reconnu comme étant l'un des cadres dirigeants du réseau.
Ce procès compliqué, avait débuté en février 2012, résultant sur l'acquittement faute de preuves suffisantes en première instance, de ce même armateur grec, ce qui avait en grande partie motivé l'appel du parquet.
Cinq autres personnes (commandant, chef mécanicien et intermédiaires) de nationalité grecs, sierra-léonais et bissau-guinéen ont été condamnés à des peines de 12 à 16 ans de réclusion